# Katipunan (Zamboanga del Norte)
Katipunan ist eine philippinische Stadtgemeinde in der Provinz Zamboanga del Norte. Sie hat 45.577 Einwohner (Zensus 1. August 2015). Die Jose Rizal Memorial State University hat in Katipunan einen Campus mit verschiedenen Fakultäten.

## Baranggays
Katipunan ist politisch in 30 Baranggays unterteilt.
- Balok
- Barangay Dos (Pob.)
- Barangay Uno (Pob.)
- Basagan
- Biniray
- Bulawan
- Carupay
- Daanglungsod
- Dabiak
- Dr. Jose Rizal (Lower Mias)
- Fimagas
- Loyuran
- Malasay
- Malugas
- Matam
- Mias
- Miatan
- Nanginan
- New Tambo
- Patik
- San Antonio (Looy)
- San Vicente
- Sanao
- Santo Niño
- Seres
- Seroan
- Singatong
- Sinuyak
- Sitog
- Tuburan